# Landon Donovan
Landon Timothy Donovan (* 4. März 1982 in Ontario, Kalifornien) ist ein ehemaliger US-amerikanischer Fußballspieler mit kanadisch-irischen Wurzeln, der von 2001 bis 2004 für das kalifornische Franchise San José Earthquakes und von 2005 bis 2014 für das ebenfalls kalifornische Franchise Los Angeles Galaxy in der Major League Soccer, der höchsten Spielklasse im nordamerikanischen Fußball, auf der Position des Stürmers spielte. Mit den Earthquakes und Galaxy gelangen ihm sechs Meisterschaften und ein Pokalsieg. Außerdem wurde er mit der Nationalmannschaft der Vereinigten Staaten, für die er von 2000 bis 2014 aktiv war, mehrfacher kontinentaler Gold-Cup-Sieger und nahm an drei Weltmeisterschaften teil.
Donovan ist mit 57 Treffern in 157 Länderspielen Rekordtorschütze der amerikanischen Nationalmannschaft. Zudem bestritt er von allen Spielern des Kontinentalverbands CONCACAF die meisten Spiele im Gold Cup, erzielte dabei die meisten Tore, bestritt von allen US-Spielern die meisten WM-Spiele und erzielte die meisten WM-Tore für die USA. Im Januar 2015 wurde der MVP Award der Major League Soccer zu Donovans Ehren in Landon Donovan MVP Award getauft.
Nach seinem Rücktritt vom Rücktritt spielte er von September bis November 2016 erneut für LA Galaxy. Nach seinem Karriereende kehrte er erneut in das aktive Fußballgeschehen zurück. Mit Beginn der Clausura der Saison 2017/18 war er für den mexikanischen Erstligisten Club León aktiv.
Im Jahr 2018 beendete Donovan seine Karriere im Profifußball endgültig. Seit 2019 ist er Miteigentümer und war bis 2022 Cheftrainer des San Diego Loyal SC in der USL Championship. Von August bis November 2024 war er Interimstrainer des San Diego Wave FC.

## Karriere

### Jugend
Landon Donovan wurde in Ontario im kalifornischen San Bernardino County geboren. Seine Eltern waren Donna Kenney-Cash, eine Sonderschullehrerin, und Tim Donovan, ein halb-professioneller Eishockeyspieler aus Kanada, sodass er auch die kanadische Staatsbürgerschaft besitzt.
Im Alter von sechs Jahren begann Donovan in einer organisierten Liga mit dem Fußballspielen. Er schloss sich Cal Heat, einem Jugendausbildungsverein aus Rancho Cucamonga, an. Zu dieser Zeit gehörte er zum erfolgreichen Cal South Olympic Development Program (ODP) der United States Soccer Federation, das unter anderem den Nationalspieler Eric Wynalda hervorgebracht hatte. 1997 wechselte er ins U.S. Youth Soccer’s ODP. Bis 1999 besuchte er die Redlands East Valley High School und ging anschließend auf die IMG Soccer Academy nach Bradenton, Florida. Diese Einrichtung ist Teil des amerikanischen Fußballverbandes, um die Entwicklung von Nachwuchsspielern zu fördern.

### Bayer 04 Leverkusen/San Jose Earthquakes
Im Februar 1999 unterzeichnete Donovan im Alter von 16 Jahren einen Vertrag für sechs Jahre beim deutschen Erstligisten Bayer 04 Leverkusen, nachdem Nachwuchsleiter Michael Reschke ihn bei einem Jugendturnier in Europa beobachtet hatte, und wechselte Ende 1999 in deren Jugend. 2000 wurde er deutscher A-Juniorenmeister mit der Mannschaft.
Da Donovan sich nicht in die Profielf der Leverkusener spielen konnte, sondern nur für die Amateure in der drittklassigen Regionalliga West/Südwest zum Einsatz kam und mit diesen 2000 auch noch in die Oberliga abstieg, war er unzufrieden und wurde im März 2001 an die San José Earthquakes ausgeliehen. Schnell spielte er sich beim kalifornischen Team ein, wurde Stammspieler und gewann zweimal die MLS-Meisterschaft mit der Mannschaft.

### Los Angeles Galaxy
Im Januar 2005 kehrte Donovan zu Bayer Leverkusen zurück und gab sein Bundesligadebüt – insgesamt kam er zu sieben Partien – doch schon wenig später zog es ihn wieder in die USA, wo er sich zwar zunächst in San José niederließ, jedoch vom FC Dallas unter Vertrag genommen wurde. Durch ein Leihgeschäft im Tausch gegen Stürmer Carlos Ruiz gelangte er im März 2005 mit Vertragsunterzeichnung bei Los Angeles Galaxy wieder nach Kalifornien. Mit LA Galaxy gewann er am 13. November 2005 zum dritten Mal den MLS Cup, die US-amerikanische Meisterschaft.

### FC Bayern München
Ab November 2008 hielt sich Donovan aufgrund des frühen Ausscheidens seines Vereins in der Major League Soccer beim deutschen Rekordmeister FC Bayern München fit. Er wurde ab dem 1. Januar 2009 bis zum 15. März auf Leihbasis von den Bayern verpflichtet. Donovan war ein Wunschspieler von Jürgen Klinsmann, einem Kenner des amerikanischen Fußballs, war jedoch von Beginn an intern umstritten. Laut Uli Hoeneß beurteilte ihn Hermann Gerland sogar als ungeeignet für die zweite Mannschaft. Seinen ersten Einsatz für die Münchner hatte er am 27. Januar im Pokal-Achtelfinale gegen den VfB Stuttgart. Drei Tage später gab er sein Bundesliga-Debüt bei der 0:1-Niederlage im Auswärtsspiel gegen den Hamburger SV, als er in der 77. Spielminute für Bastian Schweinsteiger eingewechselt wurde. An den darauffolgenden fünf Spieltagen kam er durch Einwechselungen zu insgesamt sechs Kurzeinsätzen. Donovan verließ die Bayern, die eine Verlängerung der Leihe ablehnten, schon zum 8. März.

### Rückkehr zu Galaxy und FC Everton
Mitte Dezember 2009 einigte sich der Stürmer mit dem Vorstand des englischen Erstligisten FC Everton auf eine auf drei Monate befristete Leihe ab Januar 2010. Bereits zwei Tage zuvor, am 16. Dezember 2009, hatte er seinen Vertrag bei LA Galaxy um weitere vier Jahre verlängert. Sein Debüt in der Premier League gab er am 9. Januar 2010 (19. Spieltag) beim 2:2-Unentschieden im Auswärtsspiel beim FC Arsenal. Seinen ersten von zwei Treffern in der Premier League erzielte er am 27. Januar (23. Spieltag) mit dem 2:0-Endstand im Heimspiel gegen den FC Sunderland.
2009 wurde Donovan zum dritten Mal als „U.S. Soccer Athlete of the Year“ und zum sechsten Mal als „Honda Player of the Year“ ausgezeichnet.
Während der Spielpause 2012 in der Major League Soccer hielt sich Donovan erneut beim FC Everton fit. Er unterschrieb dazu einen auf zwei Monate begrenzten Leihvertrag und kehrte Ende Februar zu Galaxy zurück.

### Karriereende, Los Angeles Galaxy und erneutes Karriereende
Im August 2014 kündigte Donovan seinen Rücktritt als Profifußballer zum Jahresende an. Im Oktober 2014 gab er zudem seinen Abschied aus der US-Nationalmannschaft, die er beim Spiel gegen die Auswahl Ecuadors nochmals zum letzten Mal als Kapitän aufs Feld führte, bekannt.
Sein letztes Spiel für Los Angeles Galaxy bestritt Donovan am 7. Dezember 2014 im Finale um den MLS Cup, den Meistertitel der MLS, den er nach einem 2:1-Sieg in der Verlängerung gegen New England Revolution zum sechsten Mal gewinnen konnte.
Im September 2016 gab Donovan seinen Rücktritt vom Karriereende bekannt, um seinem alten Franchise Los Angeles Galaxy für eine Saison zur Verfügung zu stehen. Nach sechs Punktspielen, in denen er ein Tor erzielte, beendete er mit Ablauf des Jahres 2016 eigentlich seine Karriere als Fußballspieler.

### Club León FC
Am 12. Januar 2018 unterschrieb Donovan beim mexikanischen Erstligisten Club León FC überraschend einen Vertrag als Spieler und kehrte damit in den aktiven Fußball zurück. Sein Debüt für León gab er am 10. Februar 2018 im Spiel gegen Puebla FC. Am 17. Juni 2018 löste der Club den Vertrag mit Donovan auf.

### San Diego Sockers
2019 spielte Landon Donovan für eine Saison bei den San Diego Sockers in der Major Arena Soccer League. In der Indoor-Fußballliga gab er sein Debüt am 15. Februar 2019 im Spiel gegen die Tacoma Stars.

### Nationalmannschaft

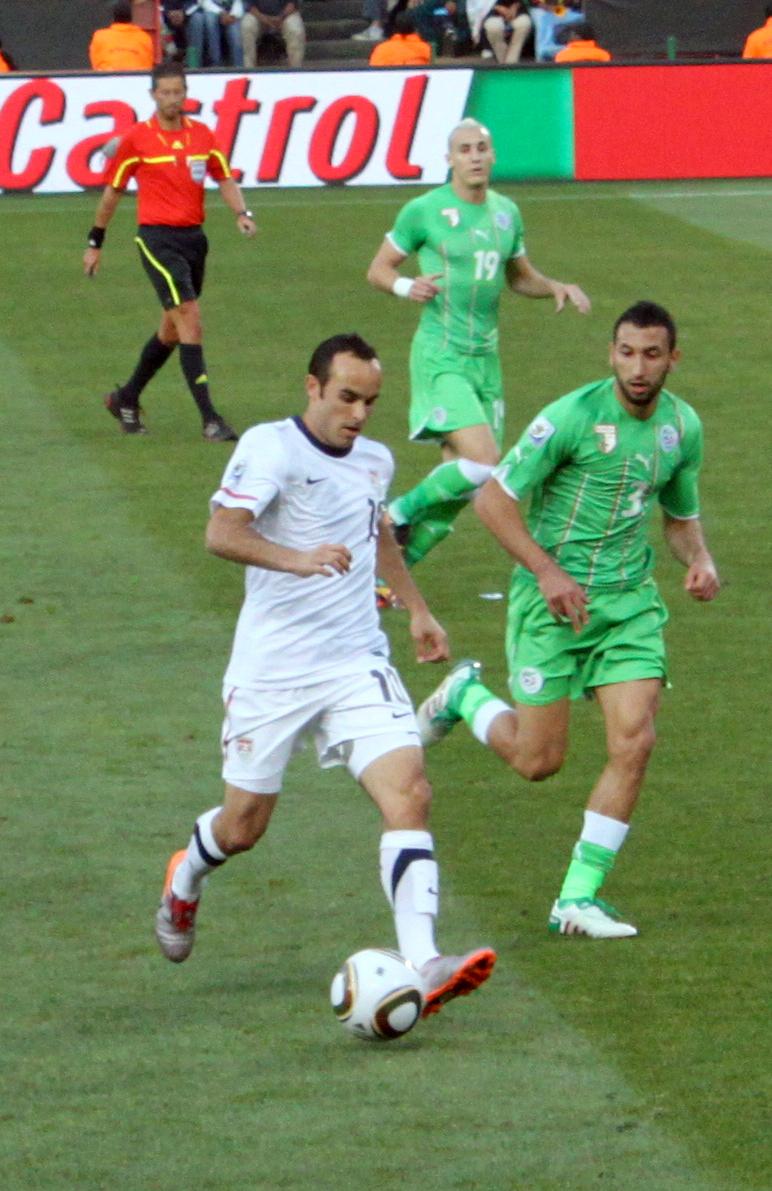
Landon Donovan bei der WM 2010 gegen Algerien

Donovan nahm 1999 an der U-17-Weltmeisterschaft teil und wurde als bester Spieler des Turniers ausgezeichnet.
Donovan stand im Kader der Olympiaauswahl seines Landes beim olympischen Fußballturnier 2000 in Sydney und wurde in vier Spielen jeweils eingewechselt. Bei seinem ersten Einsatz am 19. September in Melbourne gegen die Auswahl Kuwaits erzielte er auch sein erstes Tor mit dem Treffer zum 3:1-Endstand in der 88. Minute. Er erreichte mit seiner Mannschaft das Spiel um Platz 3, verlor dieses aber mit 0:2 gegen Chile. Der vierte Platz ist dennoch die beste Platzierung einer US-Männermannschaft beim olympischen Fußballturnier.
Seinen ersten internationalen Titel gewann er am 2. Februar 2002 mit der US-amerikanischen Nationalmannschaft, die in Pasadena das Finale des CONCACAF Gold Cup 2002 mit 2:0 gegen die Auswahl Costa Ricas gewann. Sein erstes und vorerst einziges Tor im Gold Cup erzielte der spätere Rekordschütze des Wettbewerbs am 19. Januar 2002 im ersten Gruppenspiel, dem 2:1 gegen die Auswahl Südkoreas, mit dem Treffer zum zwischenzeitlichen 1:0 in der 35. Minute.
Bei der Weltmeisterschaft 2002 in Japan und Südkorea spielte er ebenfalls, schoss insgesamt zwei Tore, und erreichte mit seiner Mannschaft das Viertelfinale, in dem die Mannschaft gegen die Auswahl Deutschlands mit 0:1 unterlag, und damit eines der besten WM-Ergebnisse in der Geschichte der USA.
Den CONCACAF Gold Cup gewann Landon Donovan 2005 mit der Nationalmannschaft der USA zum zweiten Mal. Mit seinen drei Toren, mit denen er die Torschützenliste des kontinentalen Wettbewerbs anführte, hatte er großen Anteil daran.
Bei der Weltmeisterschaft 2006 in Deutschland schied Donovan, der ebenso wie seine Mitspieler schwache Leistungen erbrachte, bereits in der Vorrunde aus.
Am 25. März 2007 schoss Donovan das (bis zum 16. Juni 2014) schnellste Tor in der Geschichte der US-Nationalmannschaft: Im Freundschaftsspiel gegen Ecuador traf er bereits nach 35 Sekunden. Mit zwei weiteren Toren in der 66. und 67. Minute markierte er bei dem 3:1-Sieg auch seinen zweiten Hattrick für die US-Boys. 2003 hatte er gegen Kuba viermal getroffen.
Beim CONCACAF Gold Cup 2007 trug Donovan mit 4 Toren in 5 Spielen erheblich zur erfolgreichen Titelverteidigung der USA bei, die mit 2:1 erstmals für eine Finalniederlage Mexikos nach Erreichen des Finales sorgte. 2009 nahm er nicht teil, als die Mannschaft im Finale mit 0:5 gegen die Auswahl Mexikos verlor.
Donovan nahm mit dem Nationalteam auch an der Weltmeisterschaft 2010 in Südafrika teil, wurde mit ihm gar Gruppensieger vor England dank seines 1:0-Siegtores in der Nachspielzeit im Gruppenspiel gegen die Auswahl Algeriens, ohne das die Mannschaft ausgeschieden wäre. Mit seinem 44. Länderspieltor ermöglichte Donovan der Mannschaft den Einzug ins Achtelfinale, das trotz eines erneuten Tores von ihm, mit 1:2 nach Verlängerung gegen die Auswahl Ghanas verloren wurde. Mit dem zwischenzeitlichen Ausgleichstreffer per Foulelfmeter erzielte er sein fünftes WM-Tor im zwölften WM-Spiel, womit er sowohl die meisten WM-Spiele als auch die meisten WM-Tore für die USA auf sich vereinen konnte.
Beim CONCACAF Gold Cup 2011 unterlag er mit der Nationalmannschaft im Finale erneut der Auswahl Mexikos, diesmal mit 2:4 Toren, nachdem er in der ersten Halbzeit noch zur zwischenzeitlichen 2:0-Führung getroffen hatte.
Nach fast 10 Monaten Länderspielpause gelang ihm am 5. Juli 2013 in San Diego, im Test-Länderspiel gegen die Auswahl Guatemalas, als erster US-amerikanischer Spieler sein 50. Länderspieltor, das er per Foulelfmeter erzielte und dem er danach ein weiteres hinzufügte.
Beim CONCACAF Gold Cup 2013 erzielte er in den ersten fünf Spielen fünf Tore und zog im Bereich Kontinentalmeisterschaften mit nun 18 Toren mit Samuel Eto’o gleich, der bei Afrikameisterschaften ebenfalls 18 Tore erzielen konnte. Kein Spieler hat bei einem Kontinentalturnier mehr Tore geschossen.
Mit 57 Länderspieltoren ist er Rekordtorschütze der US-Nationalmannschaft und mit 157 Länderspielen liegt er auf dem zweiten Platz der US-Nationalspieler. Zudem ist er der Nationalspieler mit den meisten Torvorlagen bei Länderspielen weltweit (58 Vorlagen, gemeinsam mit Lionel Messi für Argentinien, Stand: 20. November 2024).
Zur allgemeinen Überraschung wurde Donovan von Trainer Jürgen Klinsmann nicht für die Weltmeisterschaft 2014 in Brasilien nominiert. Klinsmann legte seine Hoffnungen beim Turnier eher in junge Talente wie Julian Green vom FC Bayern München.

## Nach der aktiven Karriere
Am 16. August 2024 wurde Donovan zum Interimstrainer des Frauenfußball-Franchise San Diego Wave FC ernannt. Am 18. November 2024 gab der Club seinen Abschied bekannt.

## Erfolge
Als Nationalspieler
- CONCACAF Gold Cup: 2002, 2005, 2007, 2013, Finalist 2011
- Viertelfinalist bei der Weltmeisterschaft 2002
- Finalist beim FIFA-Konföderationen-Pokal 2009
- 4. Platz beim olympischen Fußballturnier 2000
- Rekordtorschütze der Nationalmannschaft
- Rekordtorschütze und -spieler beim CONCACAF Gold Cup mit 34 Spielen und 18 Toren

Mit seinen Vereinen
- Deutscher A-Jugendmeister: 2000 mit Bayer 04 Leverkusen
- Meister der Major League Soccer: 2001, 2003 mit San José Earthquakes; 2005, 2011, 2012, 2014 mit Los Angeles Galaxy
- Lamar Hunt U.S. Open Cup: 2005 mit Los Angeles Galaxy

Persönliche Auszeichnungen
- U.S. Soccer Young Athlete of the Year: 2000
- U.S. Soccer Athlete of the Year: 2003, 2004, 2009, 2010
- Honda Player of the Year: 2002, 2003, 2004, 2007, 2008, 2009, 2010
- Goldener Ball als bester Spieler der U-17-Weltmeisterschaft: 1999
- bester junger Spieler der Weltmeisterschaft: 2002 (nachträgliche Internet-Abstimmung der FIFA)
- Goldener Ball als Bester Spieler des CONCACAF Gold Cup: 2013[22]
- Wahl in die Best XI des CONCACAF Gold Cup: 2002, 2003, 2005, 2013, Ersatzbank 2007
- Torschützenkönig des CONCACAF Gold Cup: 2003, 2005, 2013 gemeinsam mit Chris Wondolowski und Gabriel Torres
- Aufnahme in die einmalig zusammengestellte MLS All-Time Best XI: 2005
- Major League Soccer MVP der Regular Season: 2009
- Wahl in die MLS Best XI: 2003, 2008, 2009, 2010
- MVP des MLS Cups: 2003, 2011
- MVP des MLS All-Star Games: 2001, 2014
- Goldener Schuh als Torschützenkönig der MLS: 2008
- Silberner Schuh als zweitbester Torschütze der MLS: 2010
- Tor des Jahres der MLS: August 2009

## Sonstiges
Am 31. Dezember 2006 heiratete Donovan die US-amerikanische Schauspielerin Bianca Kajlich, von der er sich Mitte des Jahres 2009 trennte.